# 대련의 해당화
"대련의 해당화"(Wild Rose Under Trial)는 한국에서 제작된 박우상 감독의 1976년 액션 영화이다. 배수천 등이 주연으로 출연하였고 곽정환 등이 제작에 참여하였다.

## 출연

### 주연
- 배수천
- 이왕
- 장일식
- 문신억